# Eriotheca loretensis
Eriotheca loretensis là một loài thực vật có hoa trong họ Cẩm quỳ. Loài này được Fern.Alonso mô tả khoa học đầu tiên năm 2003.